# Algemene verkiezingen in Zambia (1988)
| Stemverhoudingen in % |
| --------------------- |
|                       |

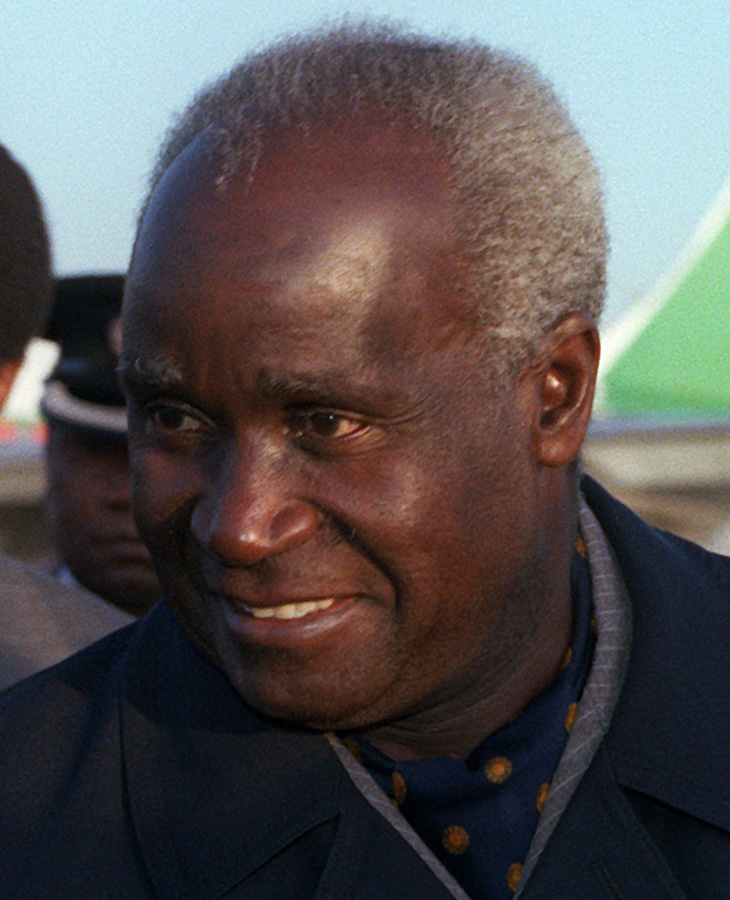
President Kenneth Kaunda

De algemene verkiezingen in Zambia van 1988 behelsden de verkiezing van een president en de Nationale Vergadering. Het bleken de laatste verkiezingen te zijn op basis van het eenpartijstelsel dat in 1973 was ingevoerd. De opkomst was laag, 58,8%.

## Presidentsverkiezingen
De presidentsverkiezingen vonden plaats op basis van een referendum waarin de bevolking voor dan wel tegen de zittende president, Kenneth Kaunda, kon uitspreken. Kaunda werd met 95,5% van de stemmen, het beste resultaat ooit. De lage opkomst in het achterhoofd houdende betekende dit dat iets meer dan de helft van de kiesgerechtigde bevolking zich uitsprak voor de herverkiezing van de president.
| Kandidaat                         | Kandidaat                         | Partij                             | Stemmen   | %    |
| --------------------------------- | --------------------------------- | ---------------------------------- | --------- | ---- |
|                                   | Kenneth D. Kaunda                 | United National Independence Party | 1.414.000 | 95,5 |
| Tegen                             | Tegen                             | Tegen                              | 67.000    | 4,5  |
| Ongeldige stemmen/ blanco stemmen | Ongeldige stemmen/ blanco stemmen | Ongeldige stemmen/ blanco stemmen  | 48.000    | 3,1  |
| Totaal                            | Totaal                            | Totaal                             | 1.529.000 | 100  |
| Bron: AED                         |                                   |                                    |           |      |

## Parlementsverkiezingen
De parlementsverkiezingen vonden plaats op basis van een eenpartijstelsel met meerdere kandidaten per kiesdistrict. Bij de voorverkiezingen bleven er per district drie kandidaten over. Bij de beslissende ronde werd de kandidaat met de meeste stemmen per district in de Nationale Vergadering gekozen. In totaal verloren vier ministers en een districtsgouverneur hun zetels. Relatief veel nieuwkomers zonder politieke achtergrond werden in de Nationale Vergadering gekozen. Onder de benoemde leden (11) bevond zich ook de voorzitter (Speaker). Deze laatste functie werd jarenlang bekleedt door Robinson Mabulyato, maar zag af van herbenoeming vanwege - wat hij beschouwde - de uitholling van het parlementaire stelsel. De regering benoemde voor hem in de plaats Fwanyanga Mulikita.

### Nationale Vergadering
| Partij                          | Partij                             | Zetels     | %   |
| ------------------------------- | ---------------------------------- | ---------- | --- |
|                                 | United National Independence Party | 125        | 100 |
| Benoemingen                     | Benoemingen                        | 11         |     |
| Totaal                          | Totaal                             | 136        | 100 |
| Geregistreerde kiezers/ opkomst | Geregistreerde kiezers/ opkomst    | 2,.600.000 | 60% |
| Bron: AED                       |                                    |            |     |

Presidentsverkiezingen: 1968 · 1973 · 1978 · 1983 · 1988 · 1991 · 1996 · 2001 · 2006 · 2008 · 2011 · 2015 · 2016 · 2021

Parlementsverkiezingen: 1968 · 1973 · 1978 · 1983 · 1988 · 1991 · 1996 · 2001 · 2006 · 2011 · 2016 · 2021

Referenda: 1969 · 2016